# Antonieta Rudge (busto)
Antonieta Rudge é um busto localizado na Praça Portugal, em Pinheiros, em São Paulo. Foi criado por Luis Morrone e inaugurado em 1977. Encontra-se em frente ao local onde a pianista Antonieta Rudge, a homenageada, morava. A obra foi furtada em 1982 e refeita por Ettore Ximenes. Faz parte de uma das oito esculturas em São Paulo sobre mulheres.
A iniciativa do busto partiu Menotti del Picchia, sendo construído a partir de uma máscara de Rudge.

## Galeria

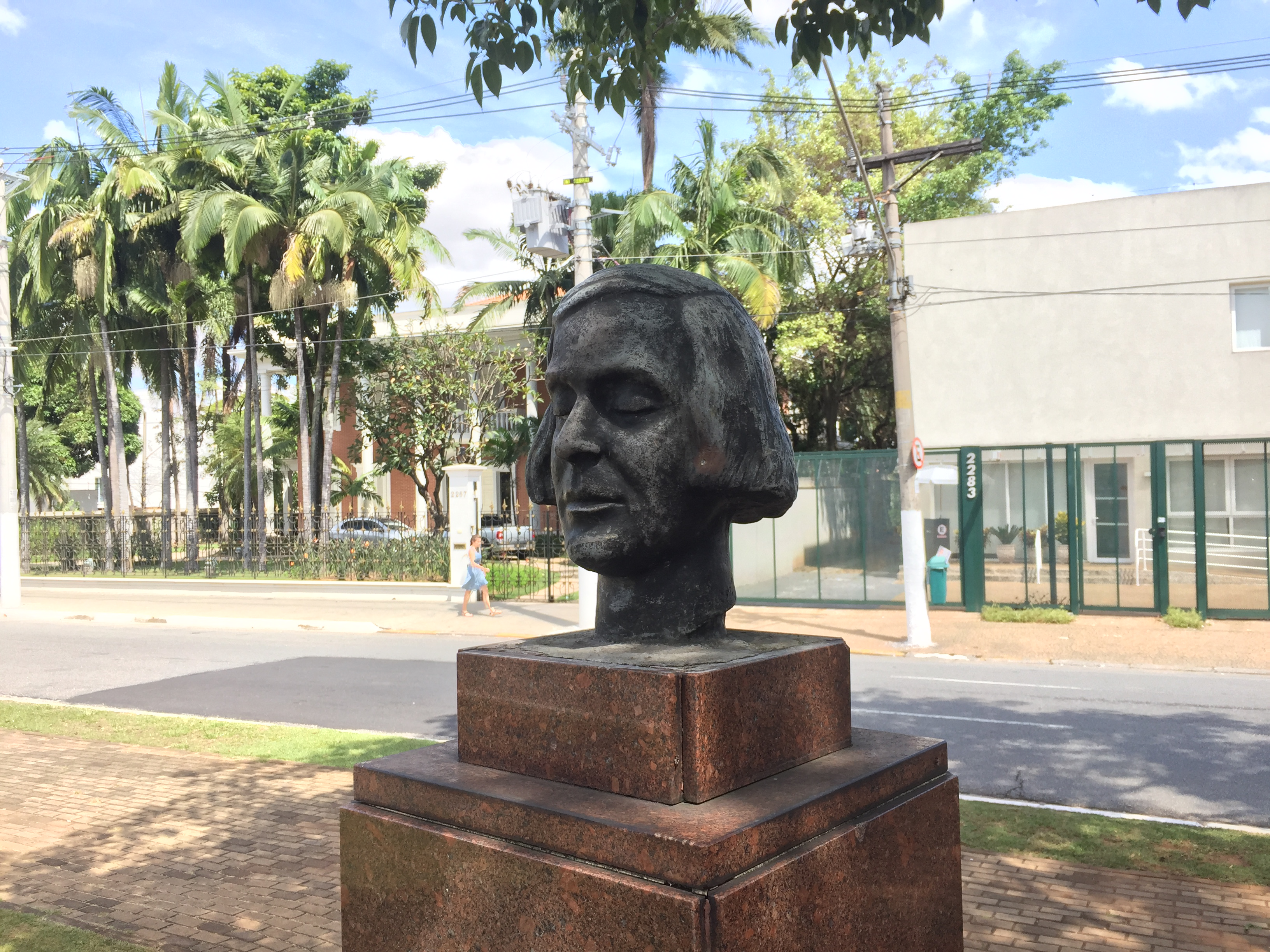
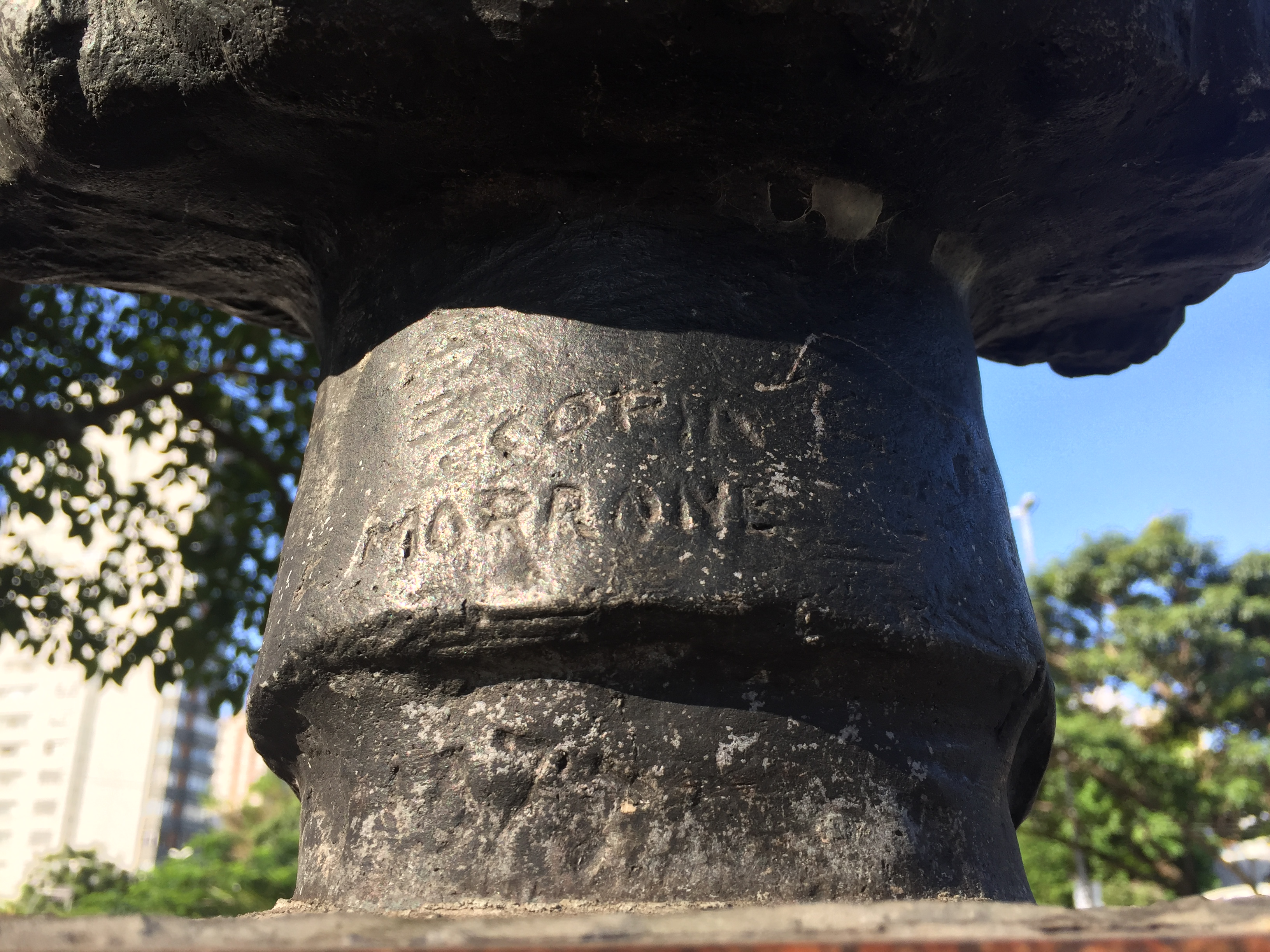
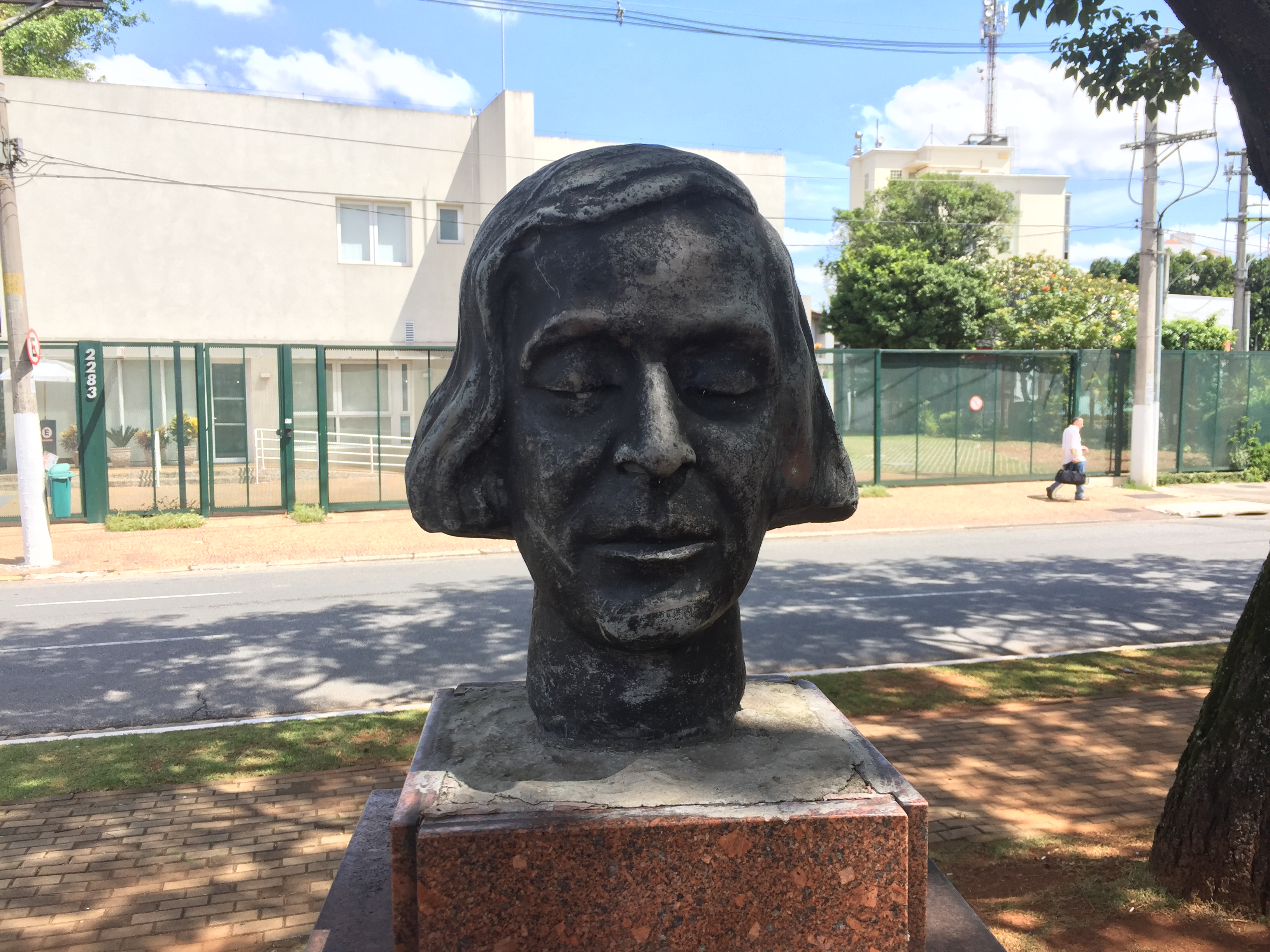
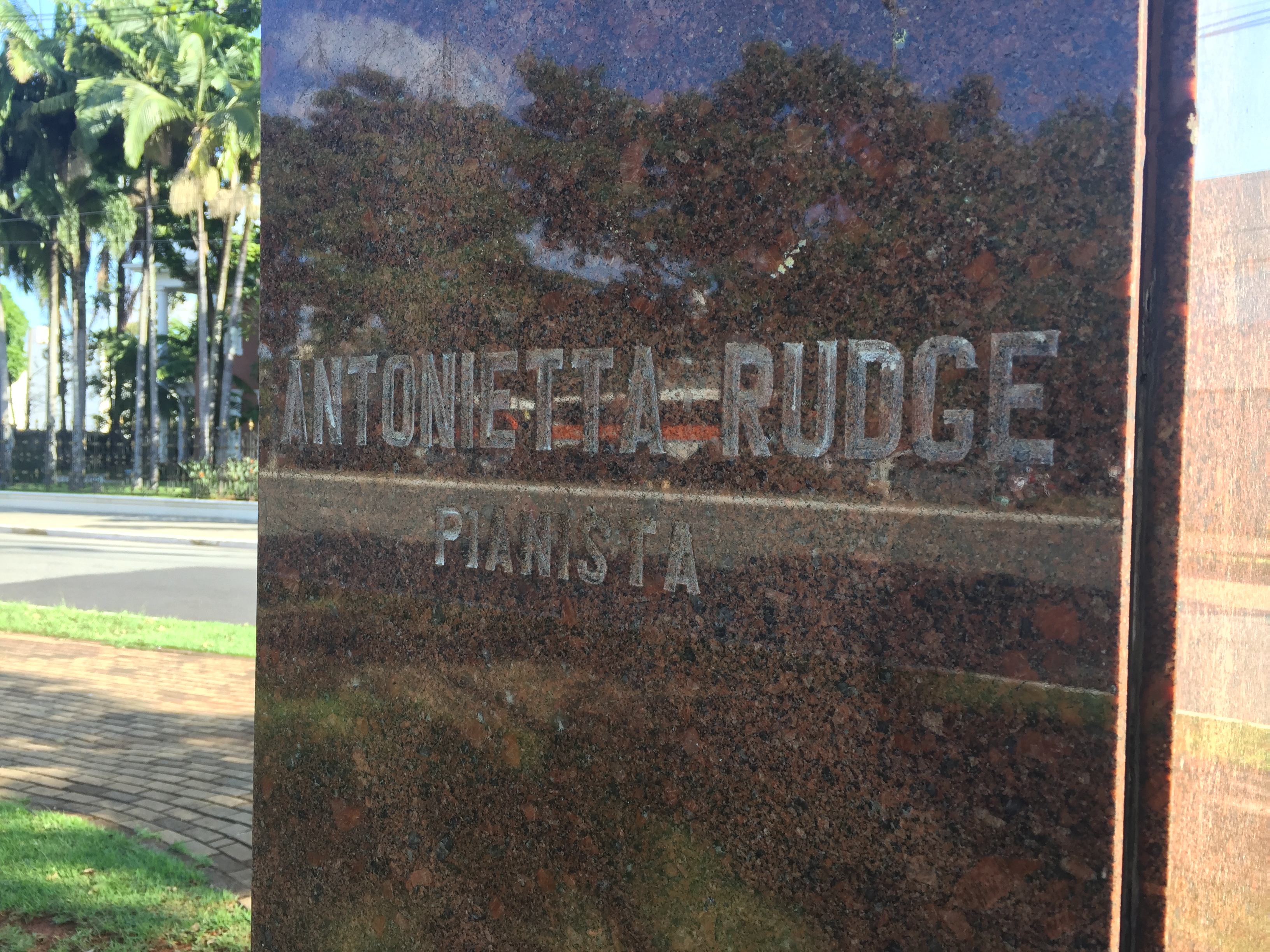